# Макејевка
Макејевка (укр. Макіївка, рус. Макеевка) град је у источном делу Украјине, у Доњецкој области. Међутим, град је дефакто под управом Доњецке Народне Републике од 2014. године. Град је важан металуршки центар. У области града се налази и већи број рудника угља. Доњецк и Макејевка су градови веома близу један другог, тако да је тешко одредити кад се излази из једног, а улази у други град. Према процени из 2012. у граду је живело 356.118 становника.

## Историја
Дуго се мислило да је Макајевка основана 1777. године, али новија истраживања показују да се насеље помиње још 1696. године. Први рудник је отворен 1875. Металуршко насеље је названо Дмитријевск 1899. године, по сину грофа Дмитрија Иловајског, који је био земљопоседник у тој области. Макајевка је била мало село када је спојено са Дмитријевским. Дмитријевск се постепено развио у један од највећих центара за вађење руде угља у области Донбаса. Дмитријевск-Макејевка је преименоман у Макејевка 1931. године.

## Економија и транспорт

### Индустрија
У и око града се налази велики број рудника угља и једна велика челичана. У граду постоје и фабрике гумарских производа, ципела и обраде хране. Град је расут, и већи број стамбених насеља окружују поједине индустријске комплексе. Макајевка се територијално развија у правцу града Доњецка, који се налази само неколико километара југозападно од Макејевке. У граду се такође налази и институт који се бави безбедношћу у рударству.

### Саобраћај
Кроз Макајевку пролази више железничких пруга. У граду је од 1925. функционисао и трамвај, али се не користи од 2006. године, а од 1969. се у саобраћају користе тролејбуси.

## Култура
На територији Макајевке се налази 22 цркве, 73 религијске организације и женски манастир. У граду се такође налази 5 стадиона, 4 базена, 15 фудбалских терена и 90 теретана.

## Становништво
Према процени, у граду је 2012. живело 356.118 становника.
| 1979.   | 1989.   | 2001.   | 2012.   |
| ------- | ------- | ------- | ------- |
| 436.020 | 430.201 | 389.589 | 356.118 |

## Рођени у Макејевки
- Денис Пушилин (1981), политичар и председник Доњецке Народне Републике.